# Електренай
Електре́най (лит. Elektrėnai) — місто в Литві, центр самоврядування у Вільнюському повіті, одне з наймолодших міст Литви, що виникло вже за часів СРСР.

## Географія
Електренай розташований у центральній частині Литви, між Вільнюсом та Каунасом.

## Спорт

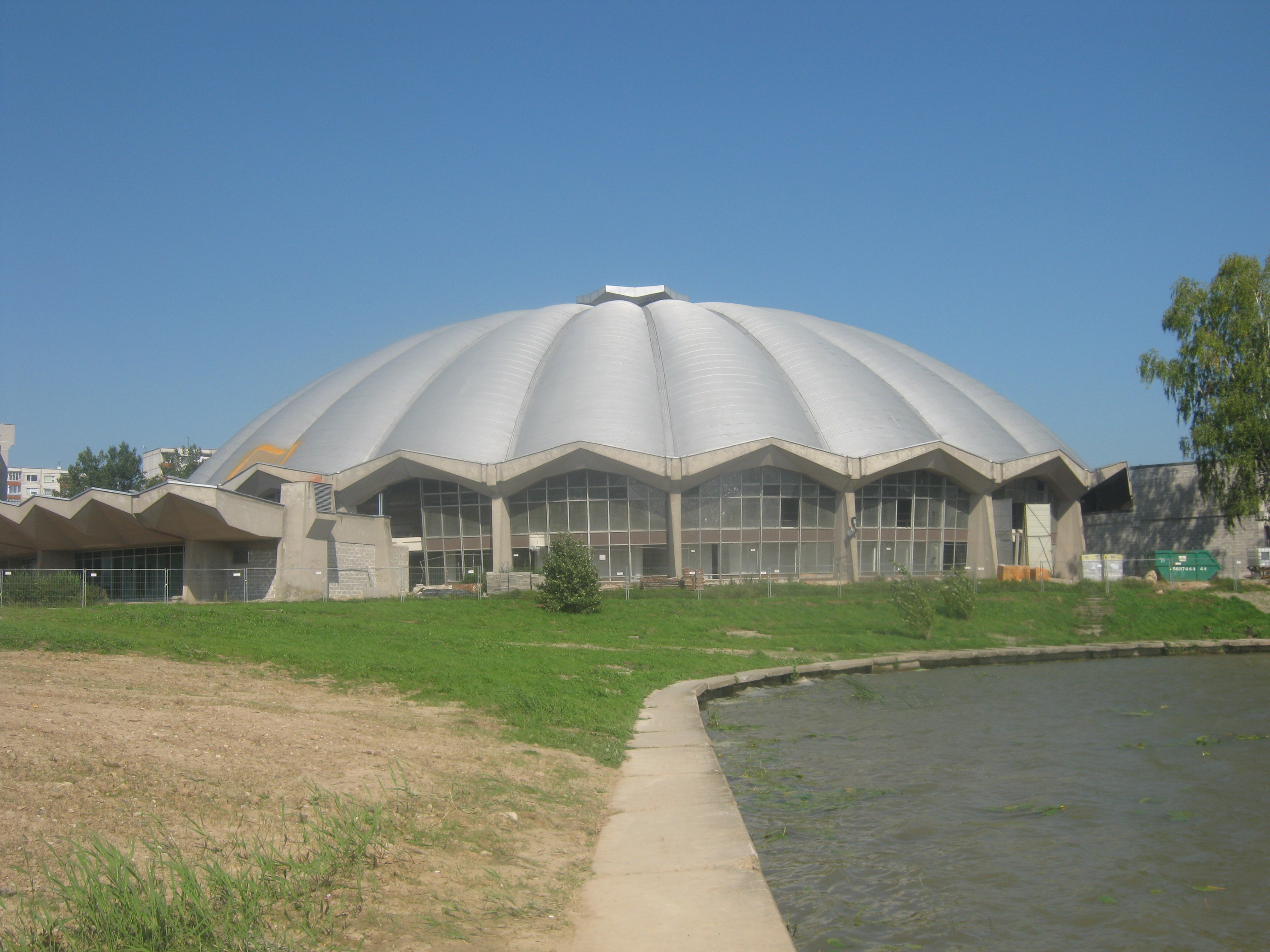
Льодовий палац

У 1977 році в місті було відкрито льодовий палац спорту та створено ХК «Енергія». Команда є багаторазовим переможцем Литовської хокейної ліги.
ХК «Енергія» у сезоні 1995/96 дебютував у Східноєвропейський хокейній лізі. Після припинення існування СЄХЛ у 2004 «Енергія» дебютувала в Латвійський хокейній лізі, де виступала до сезону 2007/08.
Тепер команда виступає у Вищій лізі Білорусі.
Місто неодноразово приймало світові чемпіонати з хокею з шайбою нижчих ліг.
У місті є стадіон та критий 50-метровий плавальний басейн.
Футбольна команда «Електренай» виступає у III лізі Литви.

## Економіка
У місті діє Електренайська ГРЕС потужністю 1800 МВт. Будівництво почалося у 1960 році, але датою початку ГРЕС вважається 18 липня 1961 року, коли був закладений символічний наріжний камінь електростанції під назвою «Литовська ГРЕС ім. В.І.Леніна». Споруджувалася ГРЕС у дві черги: 1-а — 4 енергоблоку по 150 Мвт та 2 по 300 Мвт, 2-а — 2 енергоблоки по 300 Мвт. До 1972 року була досягнута проектна потужність другої черги.

## Міста-побратими
- Жовква, Україна
- Новий-Двір-Мазовецький, Польща
- Форлі, Італія
- Маарду, Естонія

## Відомі уродженці
- Даріус Каспарайтіс — колишній радянський та російський хокеїст литовського походження, що грав на позиції захисника. Виступав за збірну команду Росії.
- Дайнюс Зубрус — колишній російський хокеїст литовського походження, що грав на позиції нападника. Вихованець харківської команди Дружба-78. Виступав за збірну команду Росії.
- Арунас Алейніковас — литовський хокеїст, воротар.
- Нерюс Алішаускас — литовський хокеїст, захисник.
- Егідіюс Бауба — литовський хокеїст, нападник.
- Арнольдас Босас — литовський хокеїст, нападник.
- Далюс Вайцюкевічюс — литовський хокеїст, нападник.
- Томас Вішняускас — литовський хокеїст, захисник.
- Юстінас Вежеліс — литовський хокеїст, захисник.
- Повілас Вереніс — литовський хокеїст, нападник.
- Неріюс Дауксевічюс — литовський хокеїст, воротар.
- Андреюс Жидковас — литовський хокеїст, нападник.
- Артурас Катуліс — литовський хокеїст, захисник.
- Міндаугас Кєрас — литовський хокеїст, захисник.
- Шарунас Кулєшюс — литовський хокеїст, нападник.
- Довідас Кулевічюс — литовський хокеїст, нападник.
- Шарунас Кулєшюс — литовський хокеїст, нападник.
- Артурас Кузмічюс — литовський хокеїст, воротар.
- Дарюс Леленас — литовський хокеїст, нападник.
- Дарюс Пліскаускас — литовський хокеїст, нападник.
- Кароліс Шлікас — литовський хокеїст, нападник.
- Мартінас Шлікас — литовський хокеїст, захисник.

## Світлини

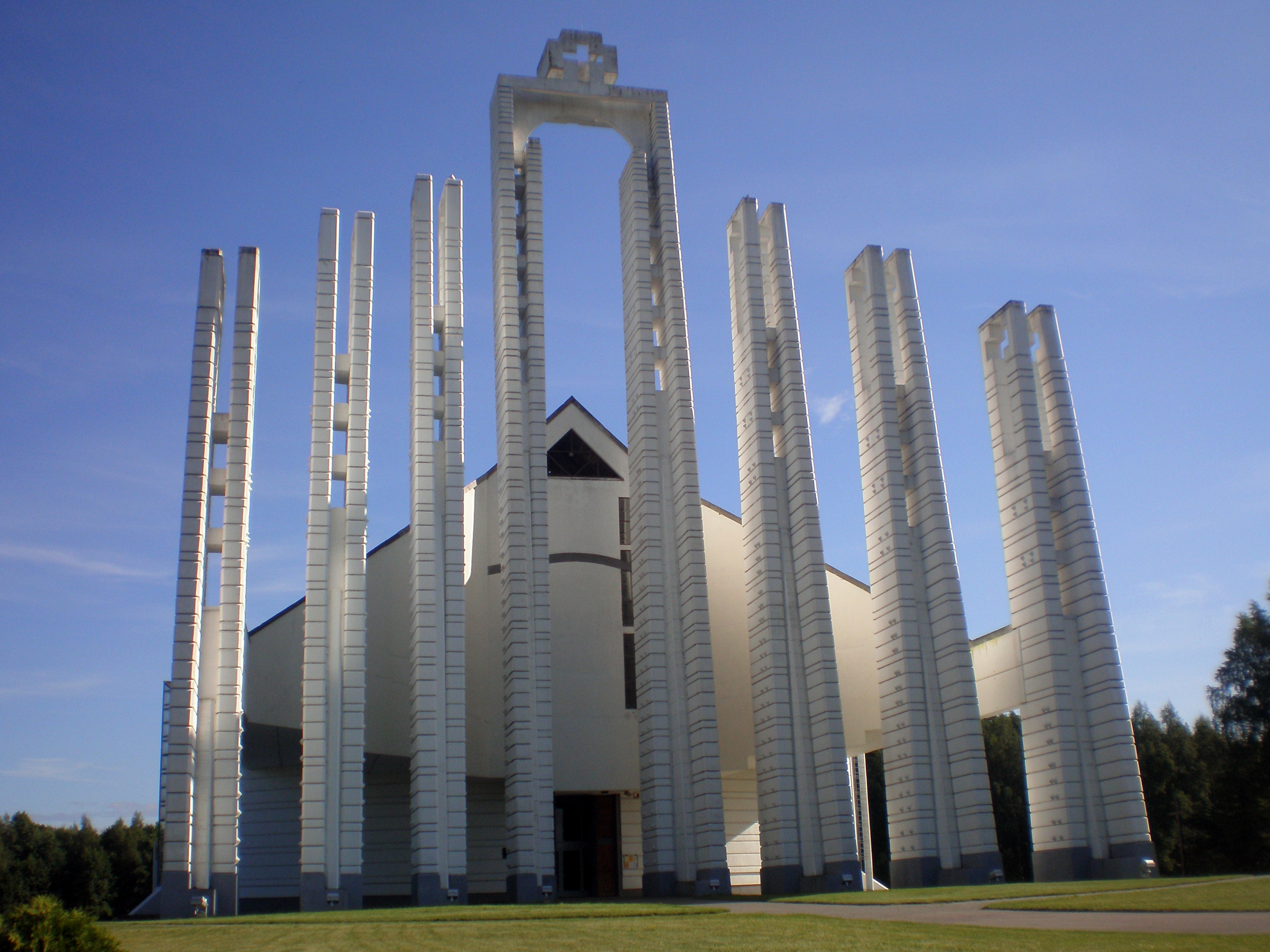
Церква
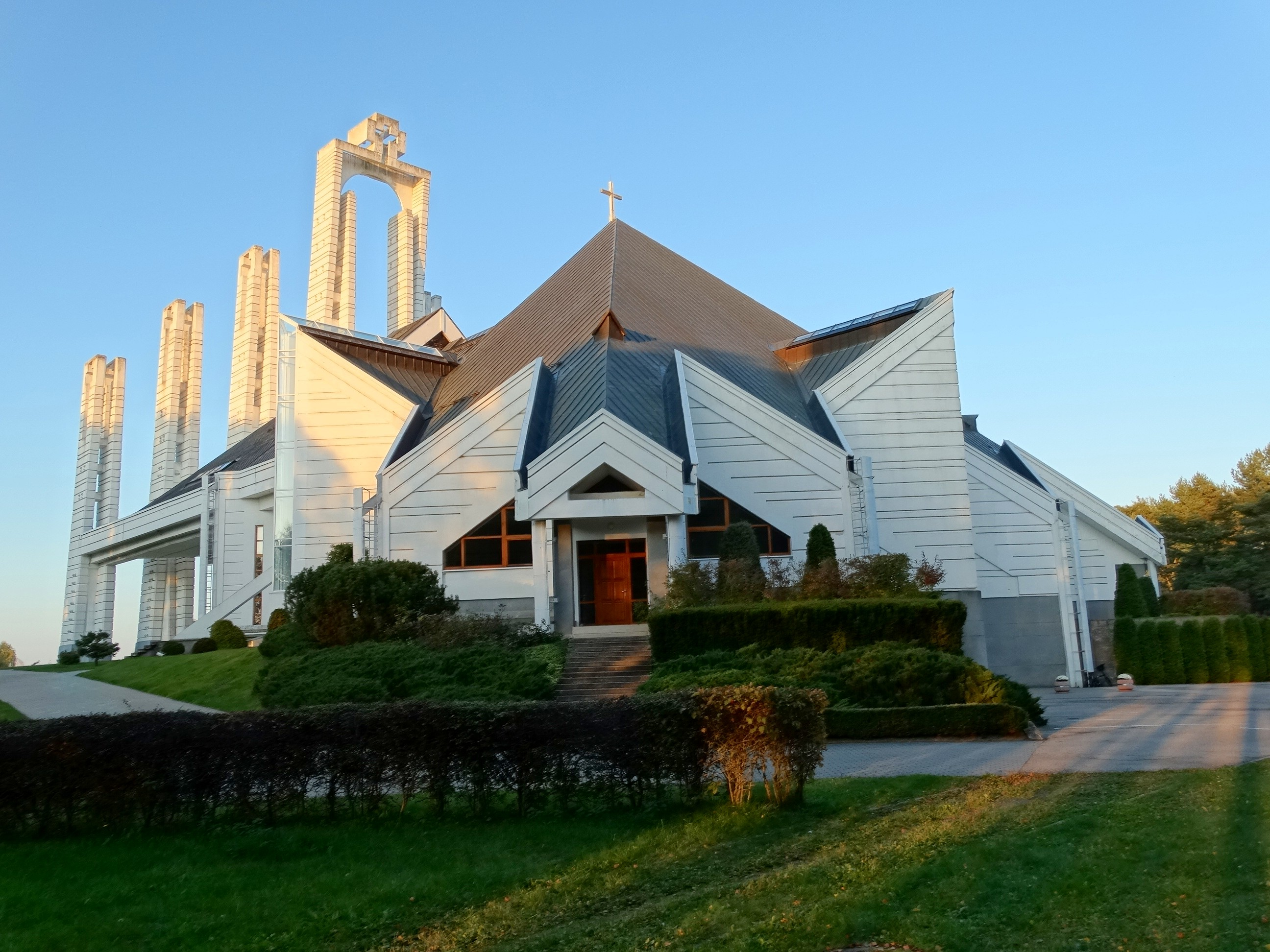
Церква
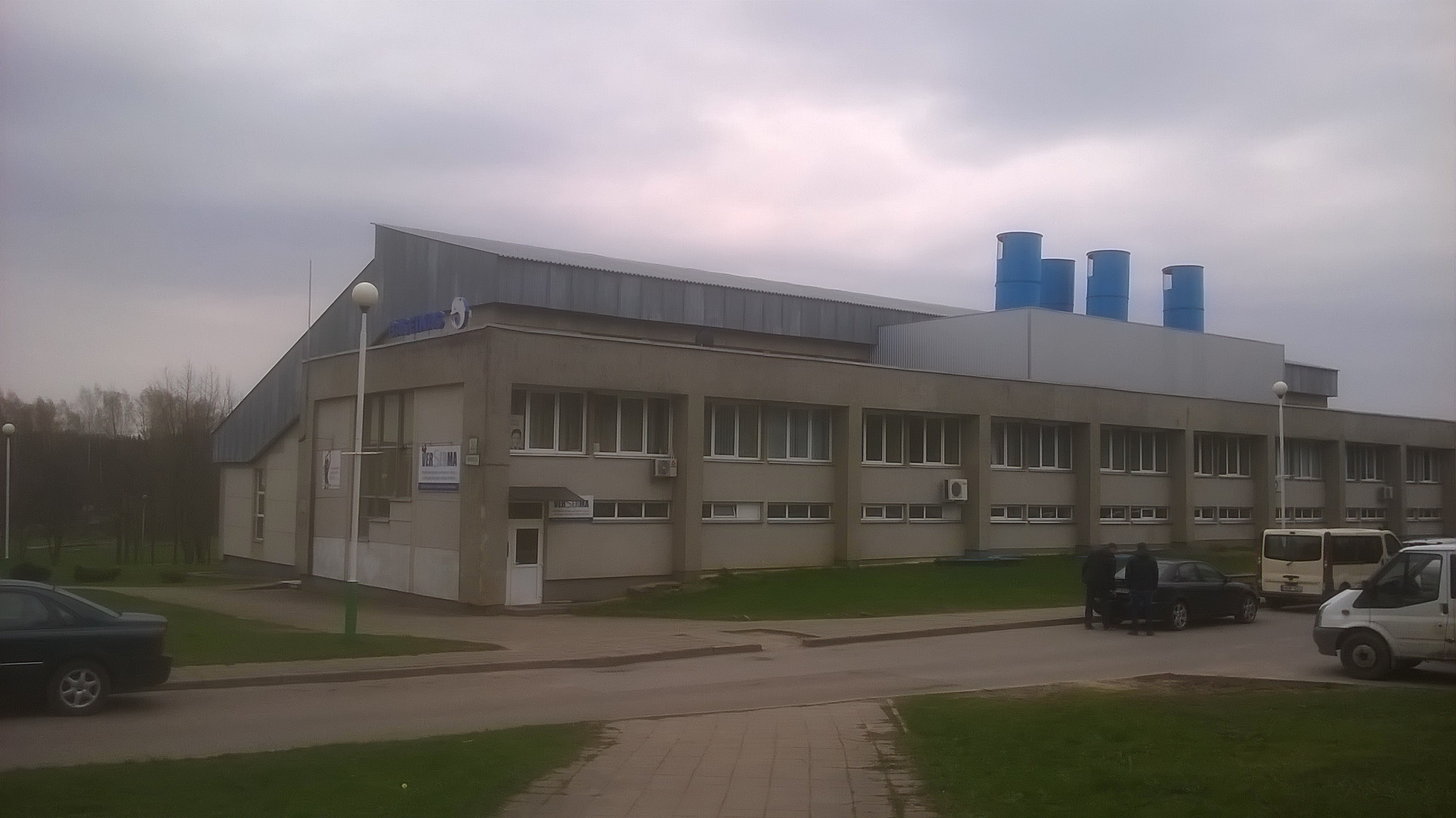
Басейн
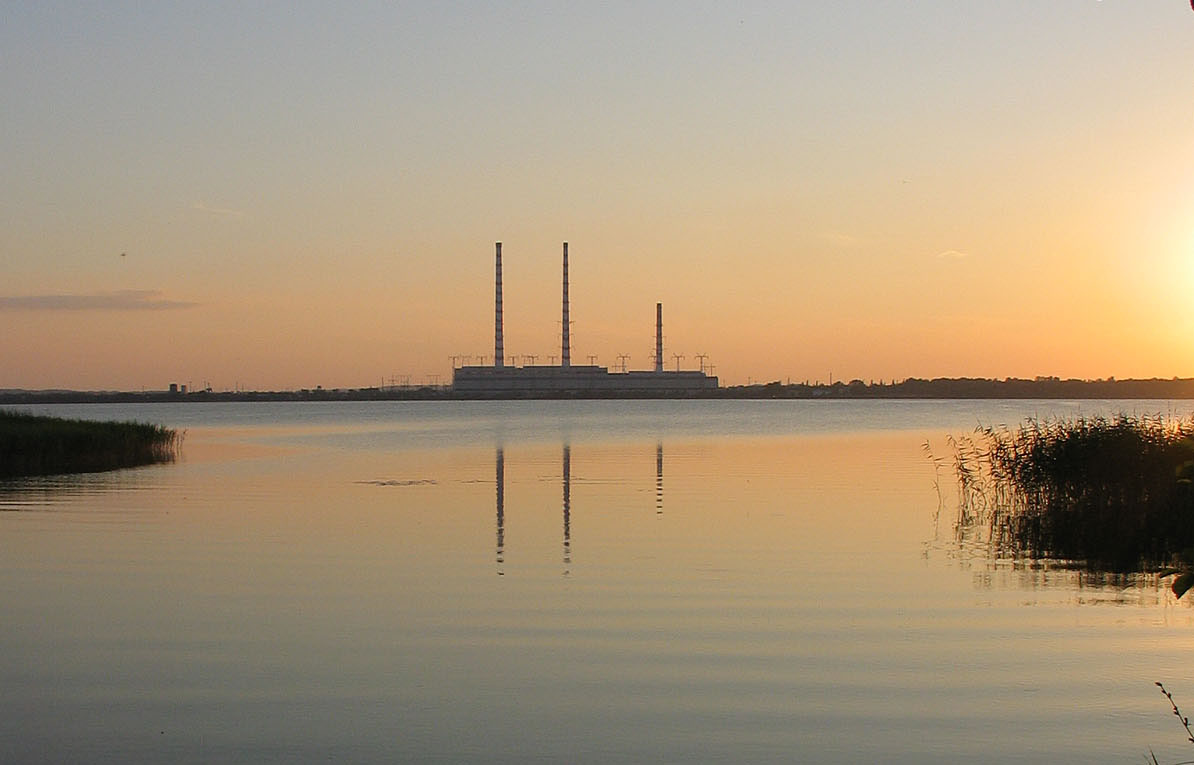
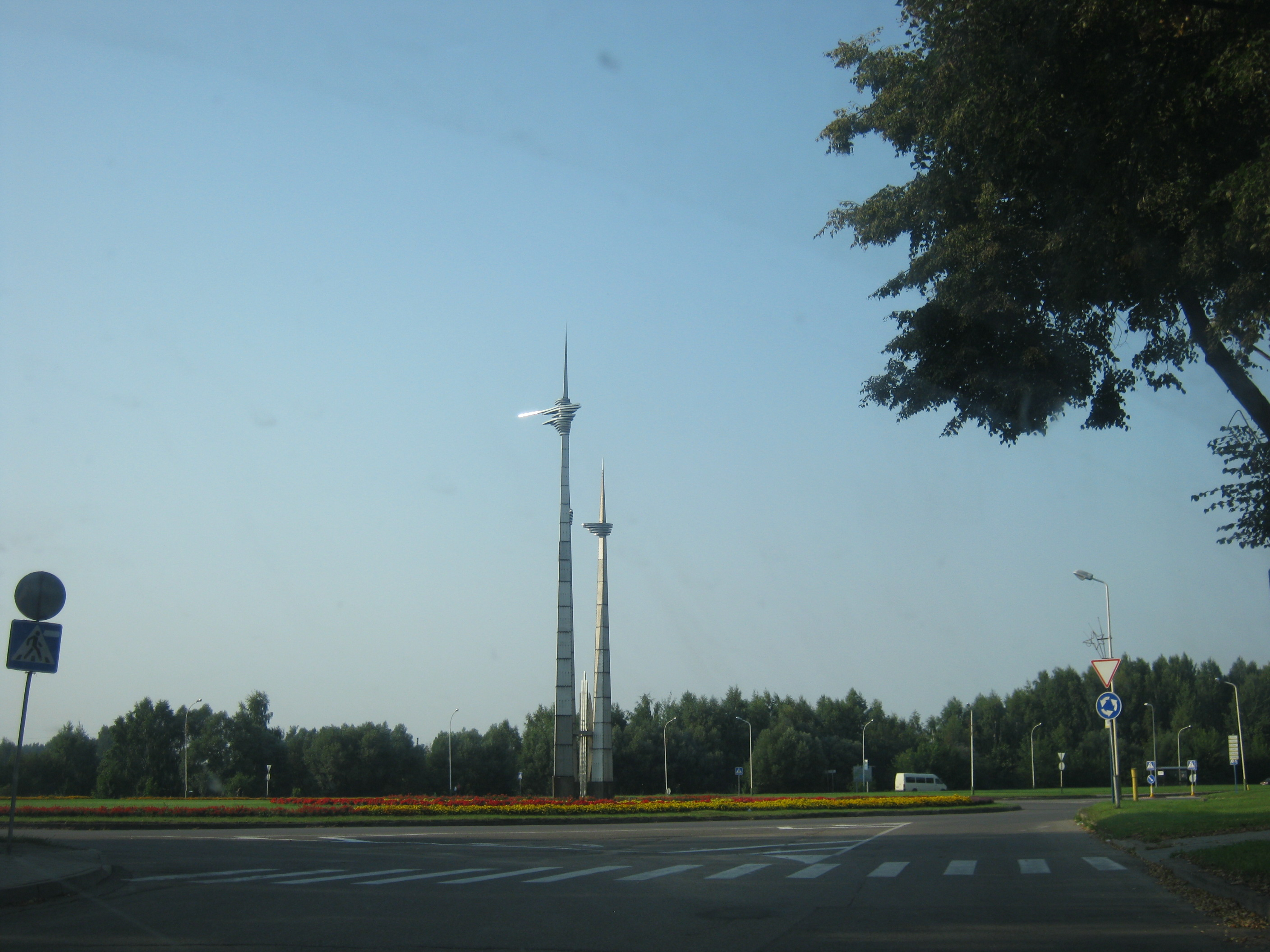
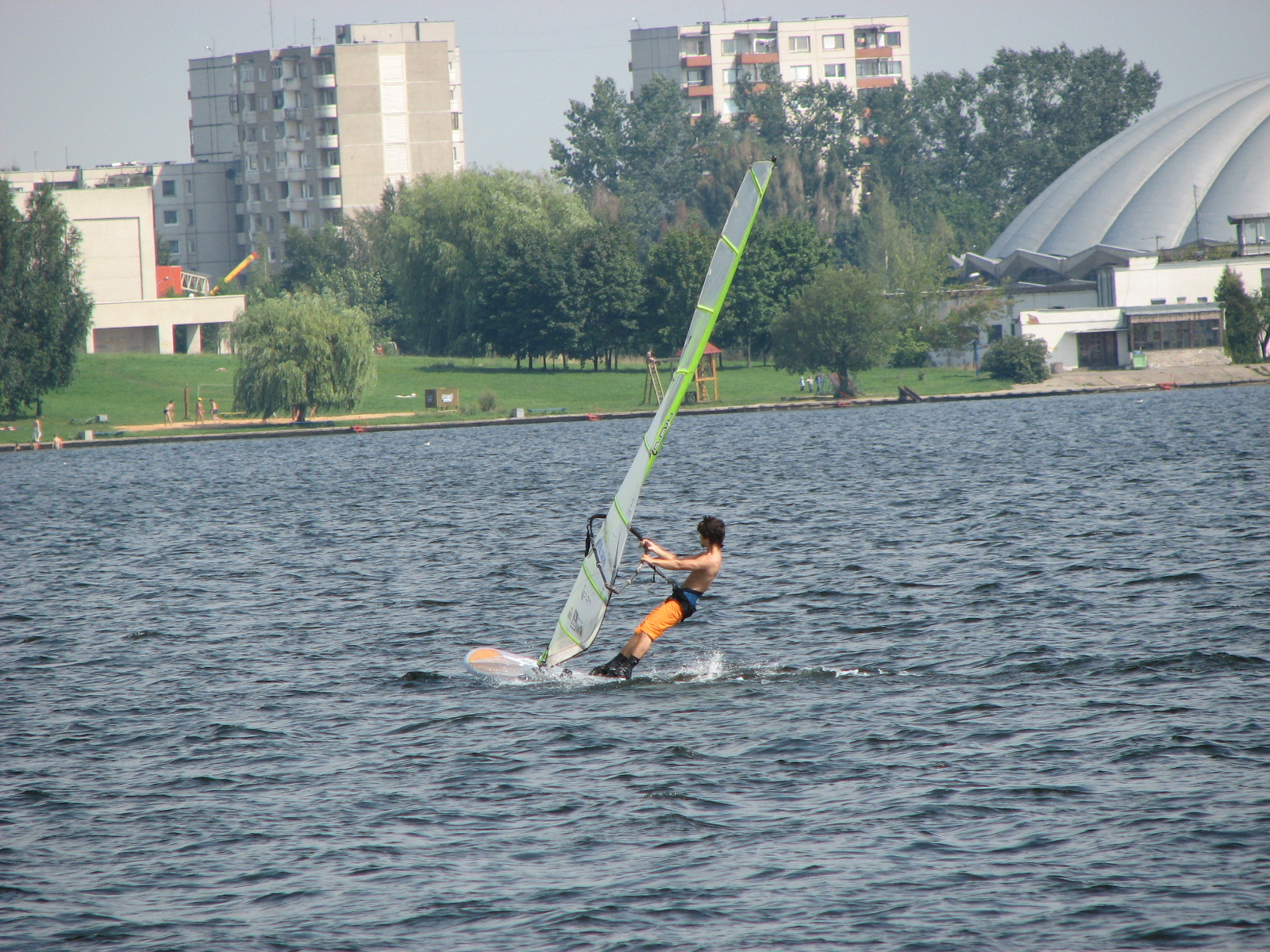
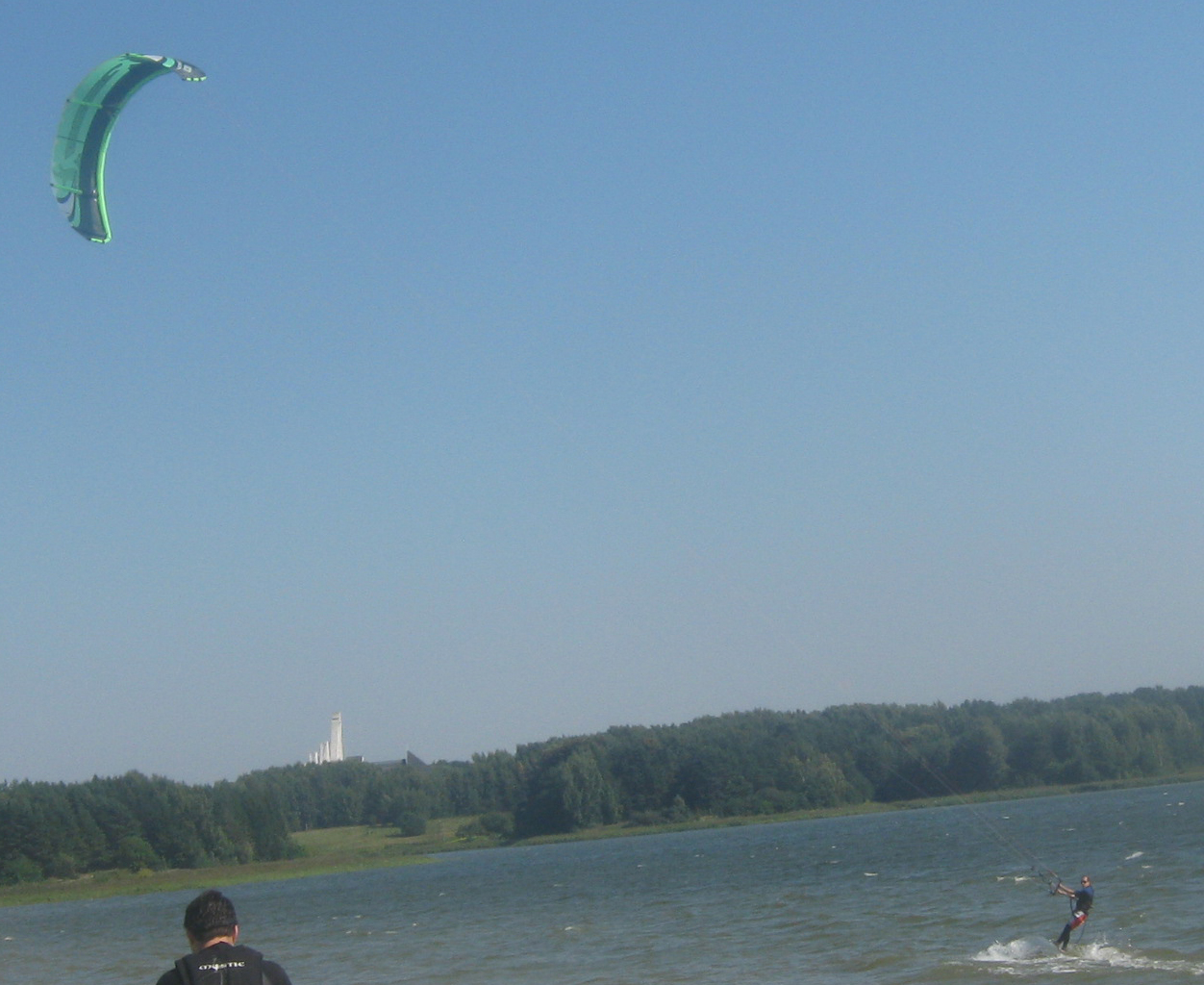
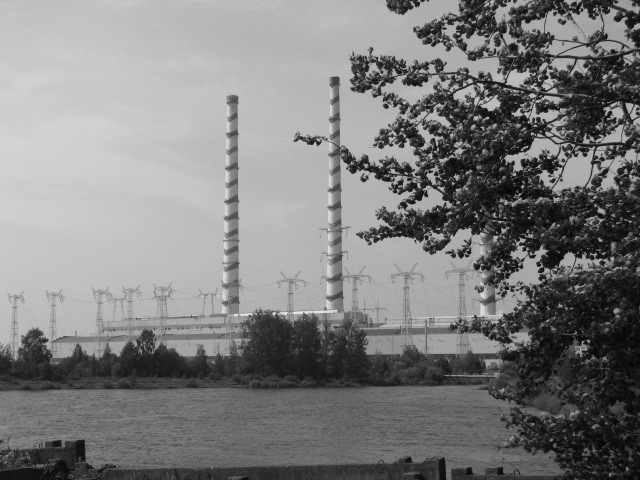